# プラズマティックス
プラズマティックス（Plasmatics）は、アメリカのハードコア・パンク・バンドである。
1977年にニューヨークで結成される。1970年代から1980年代にかけて、過激なステージによって有名であった。
乳首にテープを貼っただけのトップレスの姿で歌うなど、ボーカルのウェンディ・O・ウィリアムズにまつわる伝説は多い。ウィリアムズは、1998年にコネチカット州にある彼女の家の近くの雑木林で拳銃自殺を遂げた。48歳だった。

## メンバー

### 最終ラインナップ
- ウェンディ・O・ウィリアムズ (Wendy O. Williams) – ボーカル (1978年–1983年、1987年–1988年) ※1998年死去
- ウェス・ビーチ (Wes Beech) – ギター (1979年–1983年、1987年–1988年)、キーボード (1979年–1983年、1983年、1987年–1988年)
- クリス・ロマネッリ (Chris Romanelli) – ベース (1981年–1983年、1983年、1987年–1988年)、キーボード (1981年–1983年、1987年–1988年)
- マイケル・レイ (Michael Ray) – ギター (1987年–1988年)
- レイ・キャラハン (Ray Callahan) – ドラム (1987年–1988年)

### 旧メンバー
- リチャード・ストッツ (Richie Stotts) – ギター (1978年–1983年)
- 船原長生 (Chosei Funahara) – ベース (1978年–1980年)
- ジーン・ビューヴォア (Jean Beauvoir) – ベース、キーボード (1980年–1981年)
- グレッグ・スミス (Greg Smith) – ベース (1983年)
- ステュ・ドイッチュ (Stu Deutsch) – ドラム (1978年–1981年)
- ジョーイ・リース (Joey Reese) – ドラム (1981年–1982年)
- T・C・トリヴァー (T.C. Tolliver) – ドラム (1982年–1983年)

## ディスコグラフィ

### スタジオ・アルバム
- 『ニュー・ホープ・フォー・ザ・レッチト』 - New Hope for the Wretched (1980年) ※旧邦題『セクシャル・ダイナマイト』
- Beyond the Valley of 1984 (1981年)
- Coup d'etat (1982年)
- Maggots: The Record (1987年)
- Coup de Grace (2000年)

### EP
- Butcher Baby (1978年)
- Dream Lover (1979年)
- Monkey Suit (1980年)
- Metal Priestess (1981年)